# Weeping Angel
Os Weeping Angels ou Anjos Lamentadores, são uma raça de criaturas predadoras da longa série de ficção científica da BBC Doctor Who, assemelhando-se a estátuas de pedra. Também são conhecidos como "Os Assassinos Solitários" e foram introduzidos no episódio "Não Pisque" (2007), fazendo aparições repetidas em "O Tempo dos Anjos" / "Carne e Pedra" (2010) e "Os Anjos Dominam Manhattan" (2012), bem como aparições em "O Complexo de Deus" (2011) e "A Hora do Doutor" (2013). Desde sua primeira aparição, eles foram persistentemente nomeados como um dos mais populares e assustadores monstros de Doctor Who. Steven Moffat, seu criador, atribui seu apelo aos jogos da infância, tais como "estátua" e da noção de que cada estátua poderia secretamente ser um Weeping Angel disfarçado.

## Descrição
Segundo o Doutor, os Anjos Lamentadores "são tão antigos quanto o universo (ou quase), mas ninguém sabe realmente de onde eles vêm." Ele também os descreve como "a mais poderosa e mais malévola forma de vida mortal, já produzida." Os anjos são incomuns como predadores em que eles nem matam, sem parasitar diretamente suas presas. O seu modo habitual de alimentação é fazer uso de paradoxos temporais — com um único toque, um Anjo Lamentador pode enviar uma pessoa para um ponto no passado antes de seu próprio nascimento, e pode, então, alimentar-se da "energia potencial dos anos que essa vítima teria vivido no presente". O Doutor descreve os anjos como "os únicos psicopatas no universo que matam delicadamente", porque suas vítimas são transportadas ilesas e podem viver a sua vida restante no passado.
Na sua forma habitual, os Anjos assemelham a silenciosas estátuas de pedra de tamanho humano em forma de anjos alados e vestidos drapeados (parecendo como estátuas em túmulos de um cemitério vitoriano). Além das asas, sua forma padrão parece imitar humanos da Terra (dois braços, duas pernas, dois olhos), mesmo quando eles se infiltram em mundos em que os habitantes tenham uma forma diferente desta. Geralmente suas características faciais são brandas e serenas e suas proporções humanas normais. No entanto, quando eles estão por perto de vítimas mais conscientes da sua presença, eles transformam-se em um aspecto mais horrível, bestial e demoníaco com boca aberta, dentes de vampiro e garras. No episódio 'The Angels Take Manhattan", uma outra forma do Anjo é mostrado, os querubins. Ao contrário dos Lamentadores, os querubins não são silenciosos, ressonando uma risadinha infantil e passos audíveis. Não é explicitamente dito que estes são anjos jovens, mas eles são referidos como "os bebês". Também está implícito que os anjos podem imitar as formas ou dimensões de uma ampla gama de estátuas, se necessário: ainda no episódio supracitado, um Anjo assume a forma da Estátua da Liberdade (manifestando-se em seu tamanho gigante com características de um Anjo Lamentador). Os momentos finais do episódio "Blink" sugerem que qualquer estátua poderia ser um anjo disfarçado.
Quando eles não estão sendo observados por outro ser, os Anjos podem mover-se muito rapidamente e em silêncio. A sua velocidade fenomenal lhes permite percorrer metros de distância literalmente num piscar de olhos. No entanto, quando eles estão sendo observados se tornam "presos quanticamente", ocupando uma posição única no espaço e se tornando pedra. Neste estado, ficam congelados e difíceis de destruir. Eles não podem suprimir essa reação. Se dois anjos olharem um para o outro ao mesmo tempo, eles ficarão presos em forma de pedra até uma força externa separá-los. Para evitar isso, eles muitas vezes cobrem os olhos enquanto se movem, o que faz parecer com que eles estejam chorando. Quando perseguindo uma vítima, os anjos geralmente tiram proveito de sua velocidade para evitar serem presos no bloqueio quântico.
Os anjos são muito fortes fisicamente, embora raramente eles matem fisicamente uma vítima, uma vez que isso desperdiça a energia potencial que os Anjos viriam a consumir. Uma exceção a esse comportamento é quando um anjo ou um grupo deles deseja se comunicar com outros seres — nestes casos eles selecionam uma vítima e quebram seu pescoço antes de "reutilizar o cérebro" para os seus próprios fins; Os anjos são então capazes de falar e conversar através da voz e os sentidos de sua vítima. No episódio "The Time of Angels", um soldado da igreja apelidado de "Anjo Bob" sofre esse destino, tornando-se a "voz" de um grupo de anjos e explicando seus motivos e pensamentos para o Doutor antes de desaparecer no portal do tempo e espaço.
Os anjos parecem ter pouca consciência ou motivação além de servir sua necessidade predatória de obtenção de energia. O Doutor os descreveu como "os seres mais solitários do universo", uma vez que petrificados são incapazes de socializar com outras criaturas. No entanto, os anjos são capazes de comunicação, já que muitas vezes trabalham em grupos e claramente comunicam-se uns com os outros. Nas ocasiões em que eles escolhem se comunicar com suas presas ou inimigos (utilizando o método horrível mencionado acima) eles demonstram uma inteligência fria e impessoal. Não apresentam empatia e emoções, apenas fome, determinação e sadismo predatório ocasional. Enquanto anjos podem reconhecer indivíduos de outras espécies quando a situação exige, eles mesmos falam coletivamente e parecem ter pouco ou nenhum conceito de si mesmos como indivíduos.
Os anjos preferem tomar energia de vítimas vivas, mas se necessário eles podem consumir outras formas de energia, como luzes elétricas (como visto em "Blink") ou outros aparelhos eletrônicos. Em "Blink", os anjos tentaram roubar a TARDIS do Doutor após prendê-lo no passado. O motor do veículo continha energia suficiente para alimentá-los para sempre, mas o Doutor disse que os possíveis danos poderiam "desligar o sol". Sem energia, um anjo vai começar a decair e reverter para um estado de pedra, mesmo quando não está sendo observado. Enquanto ainda capaz de mover-se, sua velocidade será extremamente prejudicada quando estiver faminto (como visto em "The Time of Angels"), sendo capaz de dar apenas um passo, não percorrer grandes distâncias. Os efeitos da fome pode ser revertidos, fornecendo o anjo com energia, mas está implícito que anjos não podem mais adquirir energia neste estado. Um anjo morrendo de fome torna-se menos e menos ativo, e se adormecido por muito tempo irá corroer como uma estátua de pedra, ou até mesmo perder a sua existência física completamente (embora ainda possa existir em imagem ou conceitualmente).
Anjos Lamentadores também exibem uma capacidade surpreendente de projetar-se através de imagens, sugerindo que eles são tanto entidades conceituais quanto físicas. Um aviso em um livro antigo sobre os anjos, encontrados por River Song, afirma que "aquele que mantiver a imagem de um anjo na mente torna-se um anjo". Usando essa capacidade, os anjos parecem ser capazes de se apropriar ambos equipamentos audiovisuais e memória orgânica. Em "The Time of Angels", um anjo preso na abóbada da nave estelar Bizâncio se aproveitou de uma tela de vídeo que estava exibindo imagens dele em outras partes do navio: a criatura escapou ultrapassando os controles de tela e equipamentos eletrônicos próximos, dominou a tela, e passou por ela para manifestar-se fisicamente em outro local. Anjos Lamentadores também podem gravar uma imagem mental de si mesmos na mente de uma pessoa olhando diretamente em seus olhos. A imagem, em seguida, entra em gestação e toma conta do corpo da pessoa para se manifestar como um novo anjo. Amy Pond foi infectada de tal maneira que uma contagem regressiva verbal involuntária indicou seu momentos restantes como um ser humano. Ela foi capaz de suspender a gestação do Anjo (mas não eliminá-lo), fechando os olhos, recusando-se a deixá-lo violar o "filtro" de seu nervo óptico. No livro "Touched by an Angel", um anjo faminto é reduzido ao ponto em que não tem mais um corpo físico, e existe na imagem vista por câmeras. Como tal, qualquer que esteja dentro da visão da câmera está dentro do alcance do anjo que mantém movimento rápido, mas à custa de alcance. Normalmente, como em "The Time of Angels", a imagem do anjo poderia sair da tela; mas como está morrendo de fome, não pode fazê-lo. Para parar o movimento, simplesmente olhar para a tela é suficiente para travar o anjo.
Os anjos são bem conhecidos pela companheira do Doctor Who, River Song, que apareceu em duas das três grandes histórias dos anjos. Song mencionou que ela estudou os Anjos e queria aprender mais sobre eles.
No sétimo episódio da série "The Angels Take Manhattan", apesar de ter sido removido da história de Nova York, um anjo solitário conseguiu uma pequena vitória ao permanentemente prender os companheiros do Doutor, Amy Pond e seu marido Rory Williams, no passado.
Um anjo lamentador brevemente aparece no spin-off "Class", no final da primeira temporada "The Lost", onde a diretora da Coal Hill Academy, Dorothea Amnes, é morta por um anjo, já que ela cometeu muitos erros, de acordo com os governadores.

## Aparições

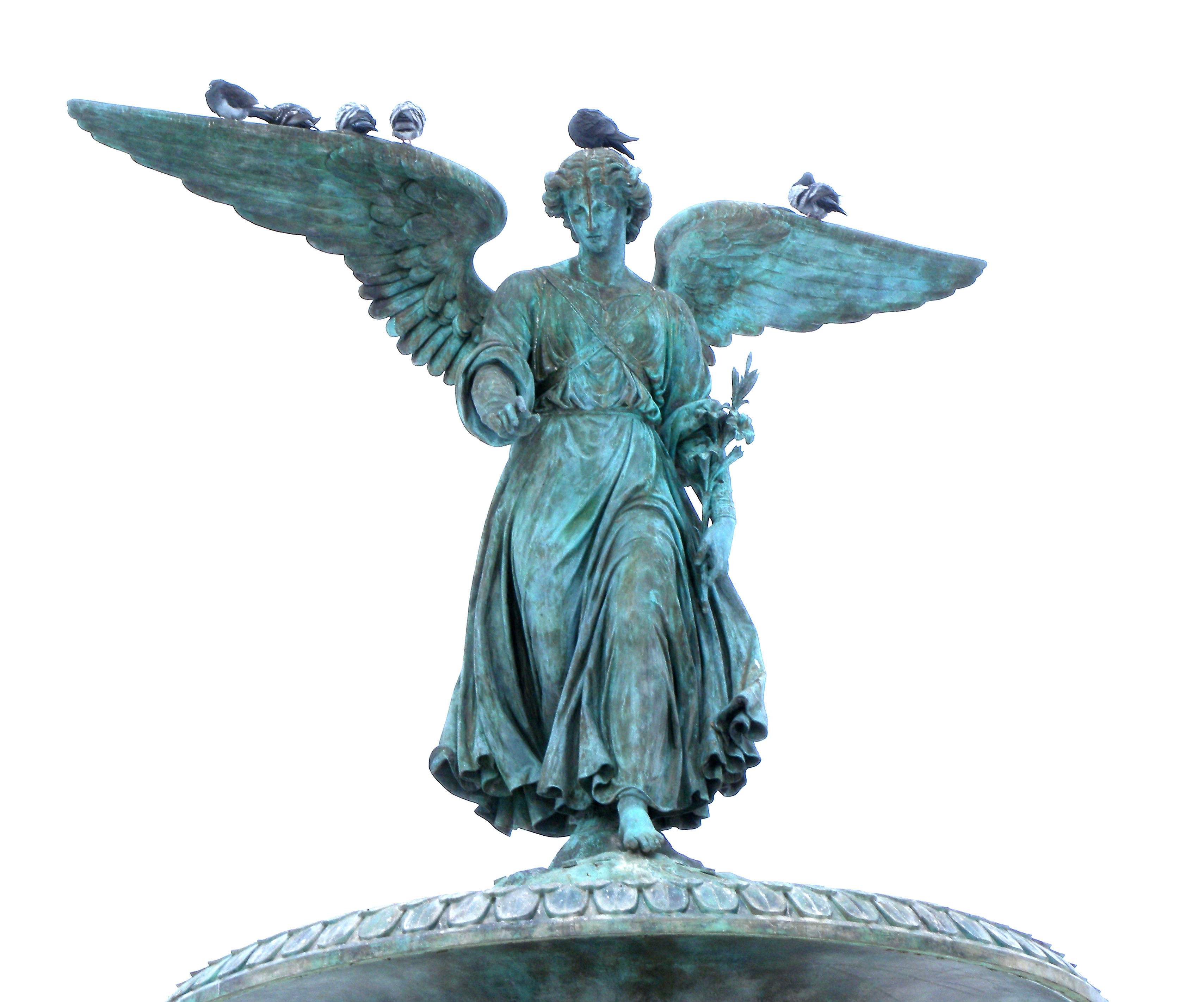
Anjo das águas, uma das estátuas do anjo da vida real que aparecem no episódio "The Angels Take Manhattan"

### Doctor Who
- "Blink" (2007)
- "The Time of Angels" / "Flesh and Stone" (2010)
- "The Angels Take Manhattan" (2012)

#### Aparições menores
- "The God Complex" (2011)
- "The Time of the Doctor" (2013)
- "Hell Bent" (2015)

Em "Blink", um quarteto de Weeping Angels enviam o Doutor e sua companheira Martha Jones para o ano de 1969, e procuram alimentar-se das vastas reservas de energia "tempo" da TARDIS que ele deixou para trás no presente. Mas, embora eles encontraram a chave para a TARDIS, eles não conseguem encontrar a própria máquina. Sally Sparrow pega a chave de um deles enquanto ele está em forma de pedra, levando-os a perseguir Sally para recuperá-lo. Durante sua busca, Sally, inadvertidamente, leva-los para a TARDIS. Eventualmente, os quatro anjos, depois de ter cercado os TARDIS, são levados a olhar para si quando a caixa desaparece, deixando-os quantum trancados em suas formas de pedra.
Em The End of Time, o presidente dos Senhores do Tempo se refere aos dois dissidentes sobre o retorno de Gallifrey como sendo forçado a ficar como os Anjos, e os dois Senhores do Tempo são colocadas com as mãos sobre os olhos.
Em "The Time of Angels", em um futuro distante, um grande grupo de Anjos foram presos em uma catacumba durante séculos, perdendo lentamente a sua forma devido à fome. Quando um anjo malandro faz com que uma nave espacial para colidir com a catacumba, os Anjos se alimentam de sua radiação vazando e reviver. O Anjos são vistos se movendo na tela pela primeira vez quando eles percebem que Amy Pond não pode vê-los. Eles são derrotados quando eles caem em uma fenda no tempo e são apagados da existência.
Em "The Angels Take Manhattan", inúmeros Weeping Angels incluindo um na forma da Estátua da Liberdade tomaram o controle de um prédio em Nova York, segurando vítimas cativo para que eles possam alimentar várias vezes fora de sua energia tempo. Rory Williams e Amy Pond criar um paradoxo por ter Rory se matar antes que ele possa ser alimentado fora até a morte. Este paradoxo mata todos, mas um dos Anjos apaga os eventos da história. No entanto, este Anjo sobrevivente encontra o Doutor e seus companheiros em 2012 e envia Amy e Rory volta no tempo, separando-os do Doutor para sempre.
Em "The Time of the Doctor", Weepiing Angels são descobertos em Trenzalore por Clara Oswald, enterrados em montes de neve. Depois de Clara toca a mão do Anjo, acreditando ser uma estátua, os Weeping Angels começam a cavar seu caminho para fora da neve e cercar o Doutor e Clara, a tempestade de neve que torna difícil para Clara ou o Doutor, para manter contato com os olhos . Eles escapam com a convocação da TARDIS com a chave que o Doutor tenha ocultado em sua peruca. Mais tarde no episódio, outro Weeping Angel (não especificado se ele é um dos mais cedo ou não) é visto na cidade de Natal como uma das muitas espécies que conseguiram contornar o campo de força em torno Trenzalore em uma tentativa de silenciar o doutor. O Anjo é visto olhando para um espelho o doutor colocou, mantendo-se assim enquanto ele olha para sua reflexão travada-quântica.

## Recepção
Em uma pesquisa conduzida pela BBC, tomar votos de 2.000 leitores do Doctor Who Adventures revista, os Weeping Angels foram votados como os monstros mais assustadores de 2007 com 55% dos votos; o Mestre e os Daleks ficaram em segundo e terceiro lugar, com 15% e 4% dos votos. Os Daleks normalmente sair por cima em tais votações. Moray Laing, Editor de Doctor Who Adventures, elogiou o conceito de escapar de um monstro por não piscar, algo ao mesmo tempo simples e difícil de fazer. Em uma pesquisa de 2012, mais de dez mil entrevistados realizado pela Radio Times, os Weeping Angels foram novamente eleitos como o melhor monstro de Doctor Who, com 49,4% dos votos. Os Daleks ficaram em segundo lugar com 17%.
Os Anjos entraram no número três em Neil Gaiman's "Top Ten New cassic monster" em Entertainment Weekly.  Eles também foram avaliados como o terceiro maior "vilão" em Doctor Who pelo The Telegraph, por trás da Consciência Nestene e Daleks.  Os Anjos foram listados como o terceiro mais assustadores personagens de televisão por TV Squad. Em 2009, SFX nomeado o clímax de "Blink" com os Weeping Angels, avançando sobre Sally e Larry o momento mais assustador em Doctor Who histórias. Eles também foram listados como os anjos em sua lista de coisas favoritas do renascimento do Doctor Who, escrevendo, "o mais assustador dos Monstros" 
"Blink" ganhou o Prêmio Hugo de Melhor Apresentação Dramática (forma abreviada) em 2008.